# Simone Adank
Simone Adank (* 25. März 1993) ist eine Schweizer Unihockeyspielerin, welche seit 2018 beim schweizerischen Nationalliga-A-Verein Floorball Riders Dürnten-Bubikon-Rüti unter Vertrag steht.

## Karriere
Nach dem Adank aus dem Nachwuchs vom UHC Dietlikon in den Nachwuchs der Hot Chilis Rümlang-Regensdorf wechselte, debütierte sie 2013 für die erste Mannschaft. Fünf Jahre nach ihrem Debüt in der zweithöchsten Spielklasse wechselte Adank zum Nationalliga-A-Verein Unihockey Red Lions Frauenfeld.
2021 schloss sich Adank den Floorball Riders an.